# Marchadaine
La Marchadaine est une rivière française de la Haute-Vienne et de la Charente, dans la  région Nouvelle-Aquitaine, et un affluent de l'Issoire, c'est-à-dire un sous-affluent de la Vienne et de la Loire.

## Géographie
D'une longueur de 21,4 kilomètres, la Marchadaine prend sa source sur la commune de Montrol-Sénard en Haute-Vienne, à l'altitude de 412 mètres (étang Mazet, près de Montrocher).
Elle coule globalement du sud-est vers le nord-ouest, dans la partie orientale du département de la Charente qui fait partie géologiquement du Massif central et appelée Charente limousine.
Elle conflue sur la commune de Brillac, à l'altitude de 159 mètres (près de Gâtine).

## Départements, communes et cantons traversés
La Marchadaine arrose deux départements et cinq communes réparties sur deux cantons,, soit d'amont en aval :
- Haute-Vienne : Canton de Mézières-sur-Issoire : Montrol-Sénard (source)
- Charente : Canton de Confolens-Sud : Montrollet, Saint-Christophe, Lesterps, Brillac (confluence)

## Affluents

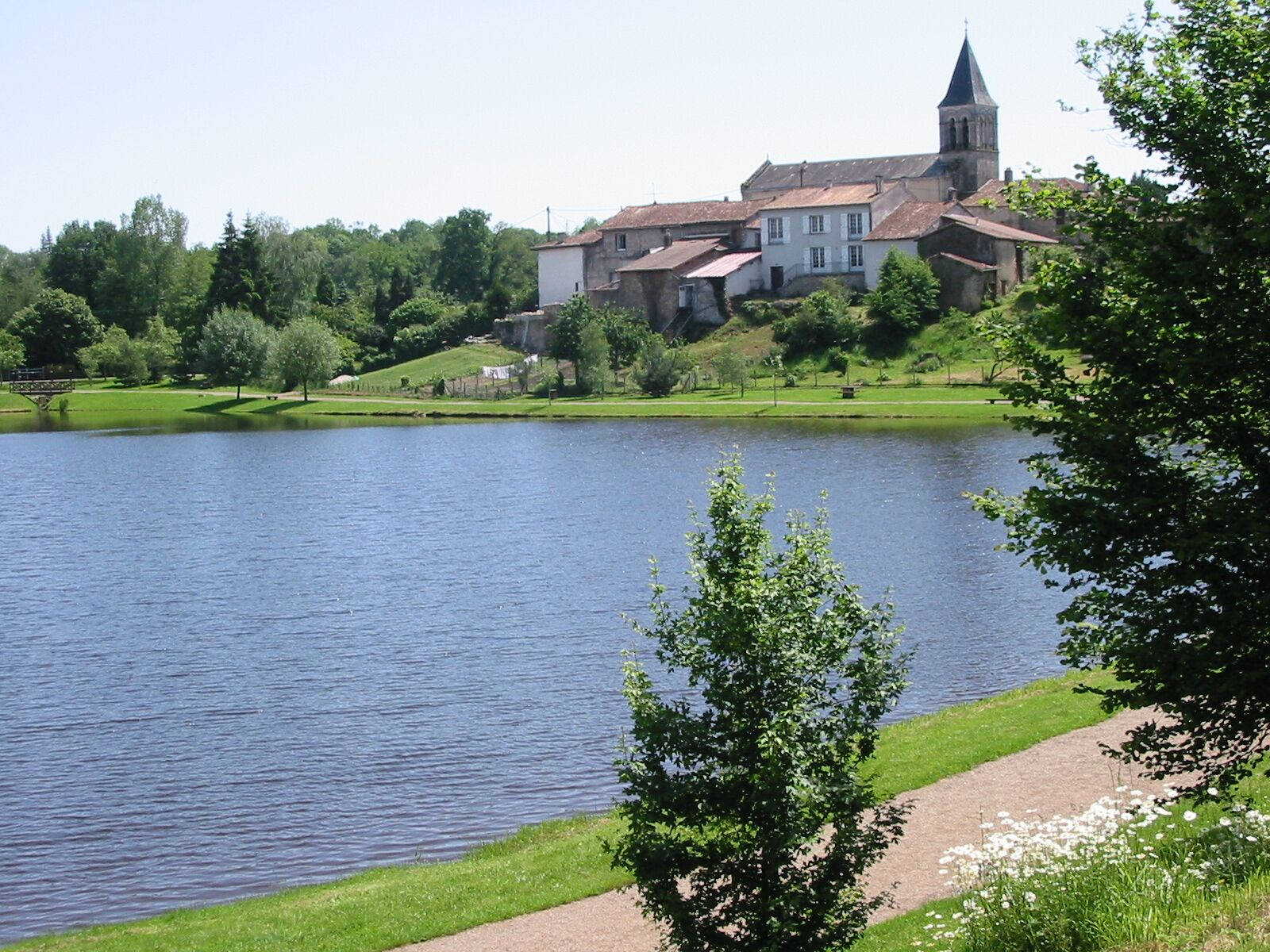
Montrollet et son étang sur le ruisseau du Pluyant

La Marchadaine a un affluent référencé :
- le ruisseau de Pluyant (rive gauche) 4,6 km, sur les deux communes de Montrollet (en passant au bourg) et Saint-Christophe[5],[notes 1].

## Hydrologie

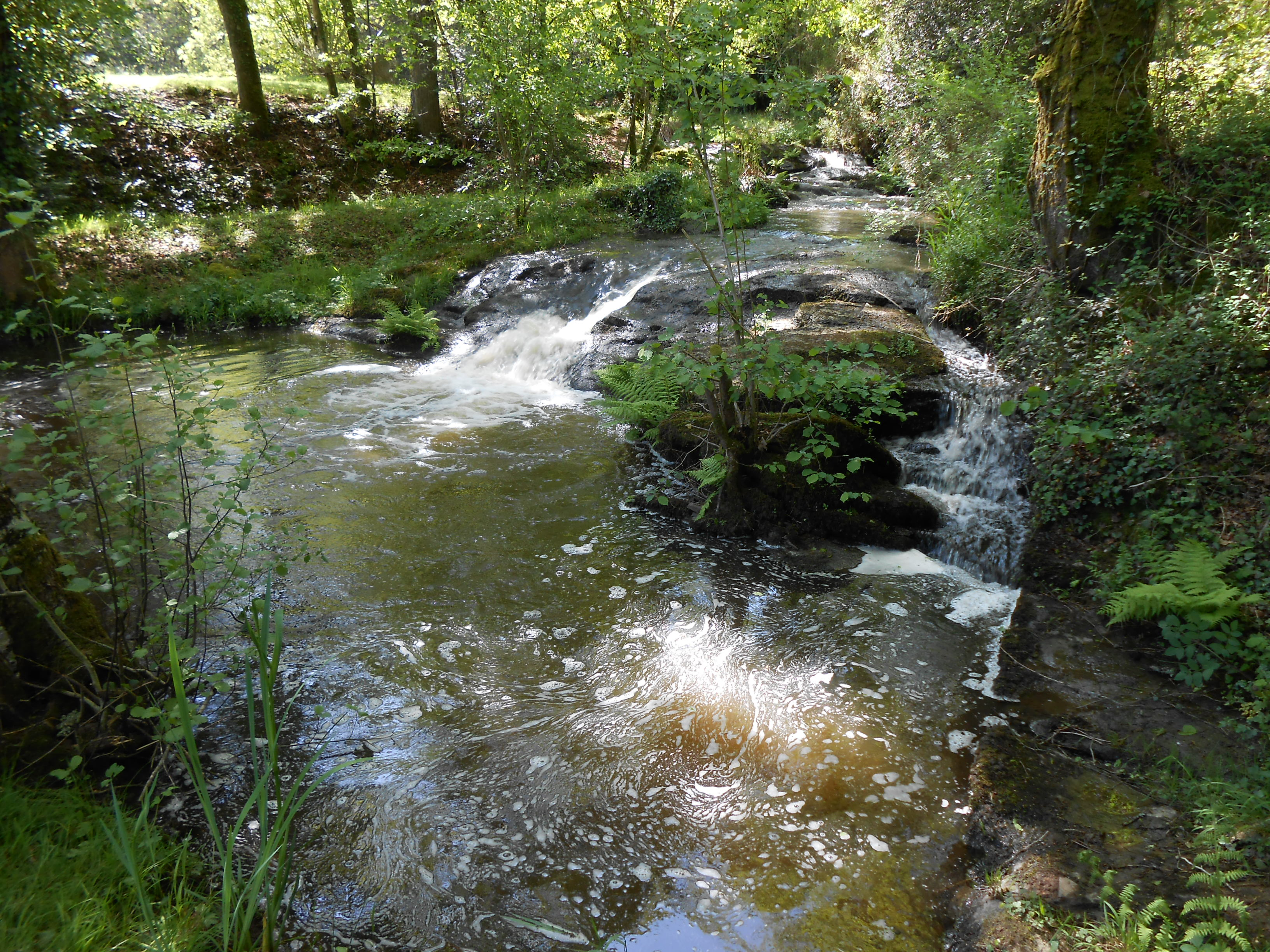
La Marchadaine sur la commune de Saint-Christophe

La Marchadaine traverse donc cinq communes représentant 151 km2 pour une densité de 13,1 habitants/km2 et une altitude moyenne de 275 mètres

## Aménagements
Le chemin de grande randonnée « Au pays de la Mandragore », longe la Marchadaine.
Le long de la Marchadaine, on trouve les lieux-dits le Moulin de l'Héraudie, le Moulin de Brillac, le Moulin Brandin, le Moulin de Douzy, le Moulin du Buisson, le Moulin du Marousse, le Moulin Neuf, le moulin de l'Aumonerie, les forges du Bois Belet, la Forge.